# Burg Waldau (Schwäbisch Gmünd)
Die Burg Waldau, nach einer Quelle von 1674 auch Hohenwalden genannt, ist die Ruine einer Höhenburg auf 451 m ü. NN in der Nähe des Ortsteils Waldau (Teil von Großdeinbach) der Stadt Schwäbisch Gmünd im Ostalbkreis in Baden-Württemberg. Von der Burgruine sind nur noch einige Mauerreste vorhanden.
Eine wohl um 1567 entstandene Pirschkarte (früher irrtümlich 1475 oder 1474 datiert) im Stadtmuseum von Schwäbisch Gmünd zeigt die Anlage bereits als Ruine.
Aufgrund des Funds eines Buckelquaders und von Keramik des 12. bis 14. Jahrhunderts sieht Jürgen F. Schmidt 2023 die Befestigung als stauferzeitliche Spornburg aus der Zeit nach 1150 an.

## Geschichte
Die Burg befand sich im Jahr 1301 im Besitz eines Kraft von Klingenfels (Crafto de Klingenfels). Später gehörte sie den Herren von Rechberg. Wilhelm von Rechberg von Hohen-Rechberg trug sie 1393 als Lehen dem Grafen Ulrich von Hohenlohe auf. Auch nach dem Verkauf von Burg und Burghof Waldau durch Wolf von Rechberg 1540 an die Reichsstadt Schwäbisch Gmünd blieb der Besitz hohenlohisches Lehen. Noch bis zur Eignung des Lehens (1864/70) musste die Stadt einen Bediensteten vom Haus Hohenlohe belehnen lassen.
Die von der heimatgeschichtlichen Literatur behauptete Zerstörung durch die Stadt Gmünd im Zusammenhang mit der Schlacht bei Waldstetten 1449 ist nicht zu belegen.

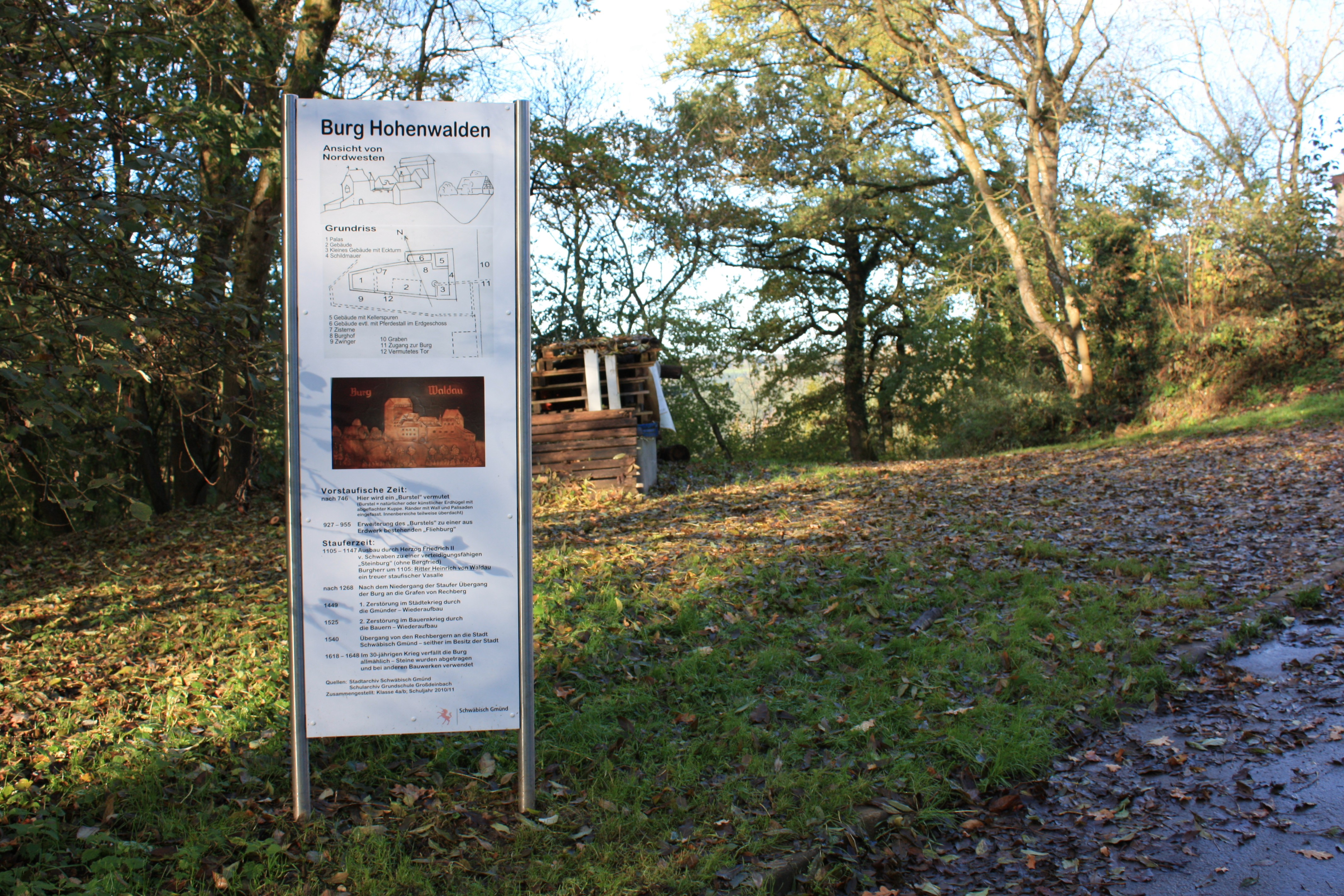
Burgstelle mit Infotafel zur Geschichte (2012)